# ترنوویه
ترنوویه (انگلیسی: Ternovoye) یک شهرک در بخش کوروچانسکی استان بلگورود کشور روسیه است.